# 加思欄炮台

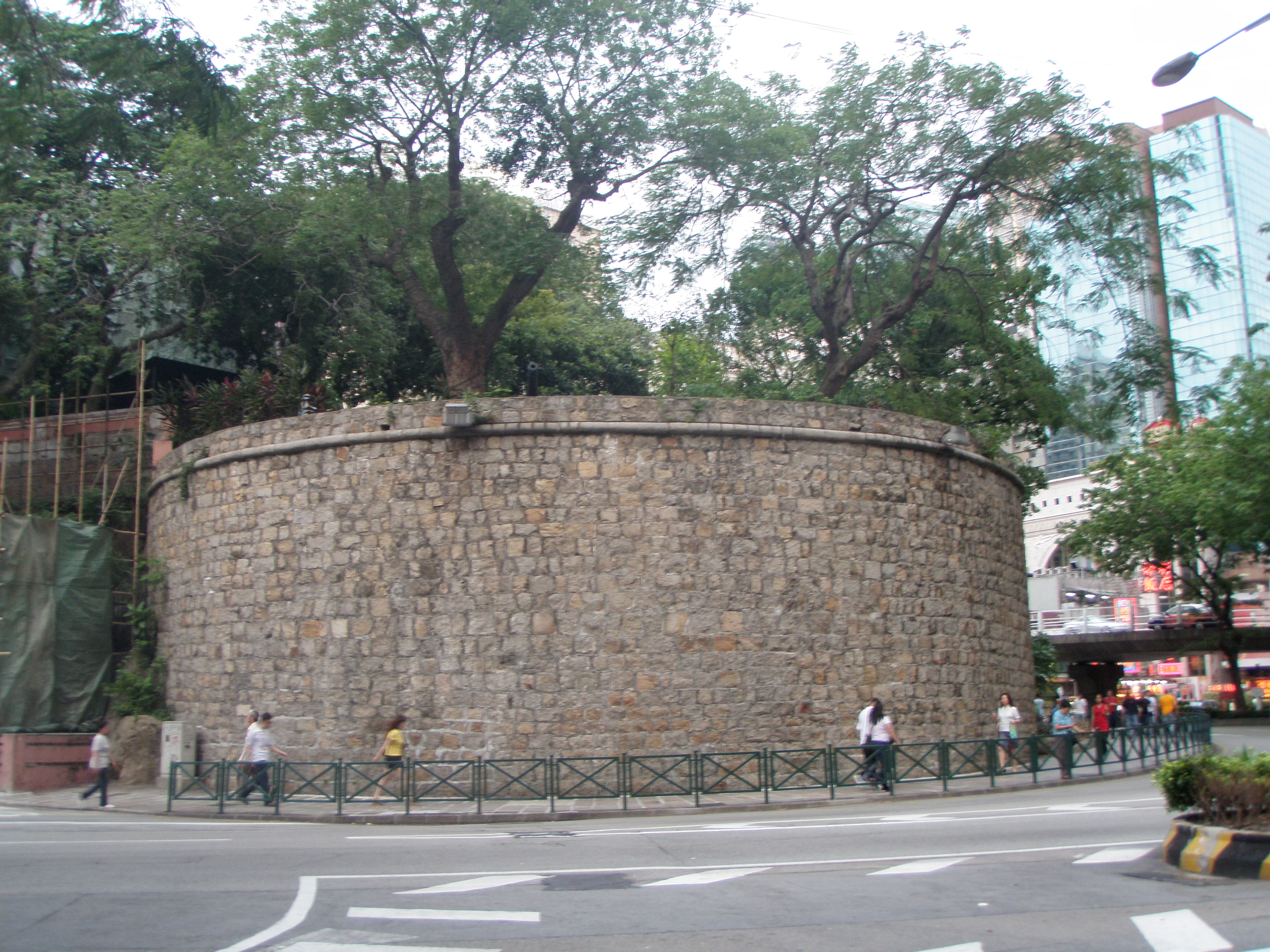
加思欄炮台

加思欄炮台（葡萄牙語：Fortaleza de São Francisco；或寫嘉思欄炮台；或稱噶斯蘭炮台、聖方濟各炮台、聖方濟各堡壘）是位於澳門大堂區之古老炮台。在葡萄牙殖民地時期，曾是軍事防禦據點之一。昔日的加思欄炮台曾為沿海第一道防線，與媽閣炮台、仁伯爵炮台、聖約翰城堡及三巴炮台互相連貫，防守澳門東南方向的沿海地區。
炮台名字是紀念一艘名叫嘉思欄（Gallias）的葡萄牙戰船，戰船在1622年（明朝天啟二年）抵抗荷蘭人入侵澳門時被擊沉。

## 沿革
加思欄炮台原址的較低處的多面堡，建於1623年。加思欄炮台則建於1629年，其後在十八世紀末曾改建，1864年建築物連同旁邊的聖方濟各會的修道院和教堂一起被拆卸，改建為現今的加思欄兵營。1872年，在較低處的多面堡建起了一座圓形的十二月一日堡壘。由於填海關係，現在的加思欄炮台已不再沿海，被高樓大廈所包圍。

## 特色
早期的加思欄炮台沿著海邊山勢而興建，為不規則形狀。而東西兩邊設置圓形小碉堡，其中的胸牆上設有六個炮眼，下面較低處是伸出水面的多面堡。昔日較低處的多面堡現設有五個放置大炮的圓形平台、兵營和火藥庫。1864年的拆建活動後，成為一個兩個圓形的棱堡東西並列，形狀對稱規整的炮台。其中間為平緩的V形中堤連接，胸牆上沒有堞形炮眼。

## 外部連結
- 澳門百科全書：嘉思欄炮台
- 中国经济史论坛 - 17世紀廣東與荷蘭關係述論（上）